# Синтезатор
Синтезаторът е клавирен музикален инструмент от групата на електронните инструменти. Той генерира звук по електронен път, използвайки техники като адитивен и субтрактивен синтез, честотна модулация, физическо моделиране или фазово изкривяване. В него са събрани много видове музикални инструменти. Прилича на пиано, но може да звучи като различни видове инструменти (струнни, ударни, духови). Съвременните синтезатори имат запаметени мелодии, които могат да бъдат редактирани (като се качат на компютър) или да се свири успоредно с тях. Съвременните синтезатори позволяват всякакви интерфейси на връзка с други устройства (чрез кабел, USB флаш памет, дискета и т.н.)

## Устройство
Синтезаторите създават звук чрез директна манипулация на електрически сигнали (аналогови синтезатори), математическа обработка на дискретни стойности (например софтуерните синтезатори) или чрез комбинация на двата метода. Електрониката за създаване на сигналите е изградена на базата на различни операционни усилватели, генератори на импулси и трептящи кръгове.
Синтезаторите обикновено имат клавиатура, която е най-често срещаният механизъм за контрол на този вид инструменти и поради това те често се считат за клавишни инструменти. Въпреки това взаимодействието на изпълнителя със синтезатора не е задължително да става чрез клавиатура. Съществуват методи за контрол на инструмента, които дори не изискват физически контакт. Също така не е задължително синтезаторът да може да се ползва директно от изпълнителите (например в случай на звуков модул, който се контролира от хардуерен или софтуерен секвенсер). Някои модели имат и дисплей.

## Методи за синтез
Всички видове звуков синтез са възможни както чрез аналогови, така и чрез цифрови синтезатори, но поради по-силно изразената си математическа специфика някои от тях са много трудно постижими с аналогова техника. Най-популярните методи за синтез на звук са следните:

### Субтрактивен синтез
Този вид синтез се основава на опростен акустичен модел, при който се прави допускането, че звученето на различни инструменти може да се симулира чрез прост звуков генератор (осцилатор, създаващ наситени с висши хармонични вълнови форми), чийто сигнал се обработва с филтър, моделиращ честотно зависимите загуби и резонансът в тялото на инструмента. Филтрите могат да потискат ниските или високите честоти на входния сигнал или да променят амплитудата на определен диапазон от честотната лента. Комбинацията на различни модулации с физически нереалистичните филтри на аналговите синтезатори е отговорна за т.нар. „класически синтезаторен звук“.

### Адитивен синтез
Тембърът на всеки един инструмент е съставен от множество хармонични трептения с различни амплитуди, които се променят с течение на времето. Адитивният синтез симулира такива тембри чрез комбинация на множество синусоиди с различни честоти и амплитудни характеристики. Обикновено това се постига чрез банка от осцилатори, настроени на честоти, кратни на основната честота на синтезирания звук. Обичайно всеки осцилатор подлежи на нискочестотна амплитудна модулация чрез генератор на динамична крива, което създава доста реалистичен звук. Този вид синтез поставя различни предизвикателства както пред аналоговата техника (голям брой необходими електрически вериги за осцилаторите), така и пред цифровата (много голям брой необходими изчисления).

### Вълново-табличен синтез
Тази техника се използва от някои цифрови синтезатори за генерирането на естествено звучащи тембри. Звукът на даден инструмент се семплира (записва) и разпределя на множество кратки семпли, всеки от които представлява един цикъл от вълната. Те могат също така да бъдат изкуствено генерирани чрез математически изчисления. Тези семпли се организират във вълнови таблици, от които се извличат по време на синтезирането, съобразно параметрите на желания краен звук. Чрез последователно или паралелно използване на множество различни семпли от вълновата таблица в рамките на един звук се постига динамично звучене, което може да представи доста точно естествения тембър на симулирания инструмент или да доведе до интересни необичайни тембри.
Този метод на синтез е често срещан при цифровите синтезатори, тъй като поставя малко изисквания пред изчислителните ресурси. Това се дължи на факта, че голяма част от честотните и амплитудните характеристики на синтезираните тембри вече са налице в различните семпли от вълновата таблица. Обикновено вълново-табличният синтез се съчетава с елементи от други методи и включва филтри и разнообразни средства за модулация.

### Грануларен синтез
Този метод на синтез използва семплирани звуци, но не в тяхната цялост, а само отделни елементи от тях, обикновено в порядъка от 1 до 50 милисекунди. Тези фрагменти се наричат гранули. Множество такива гранули се наслагват една върху друга, като всяка една от тях може да бъде просвирвана с различна скорост, фаза и амплитуда.
Резултатът не представлява прост тон, а звуков колаж, наричан облак. Възможностите за манипулация на този звук се простират отвъд обичайните за другите методи на синтез. Чрез промяна на вълновите форми, динамичните характеристики, продължителността, разположението в стерео пространството и плътността на отделните гранули, могат да се постигнат много различни и динамични звуци.

### Честотна модулация
Синтезът чрез честотна модулация (FM синтез; от frequency modulation) се постига чрез промяна на честотата на един осцилатор чрез сигнала на друг осцилатор, чиято честота също лежи в аудио диапазона. Като резултат се получава доста сложна вълнова форма със специфична честотна характеристика. Когато между честотите на осцилаторите има хармонична зависимост, т.е. честотите им са кратни на основната честота на целевия звук, се генерират хармонично звучащи тембри. В противен случай звукът е нехармоничен, което от своя страна е удобен начин за синтезиране на перкусионни или дисонантни звуци. Често се използват допълнителни нискочестотни модулации за постигане на по-динамичен звук. Възможно е и използването на повече от два осцилатора. При този случай начините на взаимодействие между тях нарастват експоненциално и възможните тембри могат да бъдат много по-сложни.

### Физическо моделиране
При физическото моделиране синтезирането на звук се осъществява чрез набор от математически зависимости и алгоритми, които симулират физически източник на звук. Използваните параметри описват физическите свойства на материалите, от които е изработен инструментът, неговата конструкция и механизма на взаимодействие с него (например удряне на струна, затваряне на отвор или клапа и др.).
Например при физическо моделиране на барабан, формулите трябва да описват какво се случва, когато палката влезе в контакт с мембраната на барабана. Свойствата на мембраната (плътност, стегнатост и т.н.), взаимодействието с цилиндричното тяло на барабана и точното местоположение на контакта с палката се използват за описване на движението на мембраната в течение на даден период от време и по този начин описват и звука, който се получава.
Синтезатори, изградени на този принцип, са VL серията на Yamaha (VL1, VL1m, VL7, VL70m) и Korg Prophecy / Z1 и Technics SX-WSA1.

## История на синтезаторите
Основните етапи, през които преминава развитието на синтезаторите, могат да бъдат дефинирани съобразно различни принципи, но технологичните средства, използвани за тяхното създаване, са най-интуитивният подход за разграничаване на различните поколения инструменти. В края на XIX в. и началото на XX в. синтезаторите използвали аналогови схеми. С развитието на цифровите процесори и поевтиняването на технологията става рентабилно създаването на цифрови синтезатори, които с течение на времето се превръщат в доста по-различен вид инструменти от аналоговите. В последните години все по-популярни стават софтуерните синтезатори, които представляват компютърни приложения, реализиращи различни видове синтез – от емулация на класически аналогови синтезатори до езотерични похвати, изключително трудни за реализация с други средства.

## Видове синтезатори

### Аналогови синтезатори
Аналоговите синтезатори са базирани на аналогови електрически вериги. Звукът, който те създават, се основава изцяло на сигналите генерирани и обработени от синтезатора, т.е. не се използват естествени звуци или записани семпли от външни източници. Характерни компоненти на аналоговите синтезатори са:
- осцилатори
- филтри
- усилватели
- генератори на динамични криви (EG, Envelope Generator)
- ниско-честотни осцилатори (LFO, Low Frequency Oscillator)
- амплитудни модулатори
- ревербератори
- секвенсери
- миксери

Не всички аналогови синтезатори включват тези елементи в своите вериги, а някои притежават и други допълнителни модули.
Инструментът, който се счита за първия аналогов синтезатор, е музикалният телеграф, създаден от Илайша Грей през 1876 г. Този инструмент се появява по времето, когато Грей работи върху своя проект за телефон (независимо от Александър Бел) и представлява по-скоро страничен продукт от явленията, на които изобретателят се натъква по време на работата си. Той установява, че чрез вибрираща електромагнитна верига може да се генерира звук и на практика създава един елементарен осцилатор с фиксирана честота. Музикалният телеграф използвал няколко такива вериги, настроени по начин, който създава тонове с различна височина. Сигналът на инструмента се предавал по телефонна линия, а по-късно Грей създава и опростен модел на високоговорител.
Изобретението на Грей има доста сходен вид със съвременните синтезатори, но следващите модели синтезатори, създадени в началото и средата на XX в., следват доста различна концепция, по-близка до изчислителните машини, отколкото до музикалните инструменти. Много от тях не били предвидени за непосредствено изпълнение на музикални партии. Вместо това те трябвало да бъдат програмирани. Пример за синтезатор от това поколение е руския ANS, създаден от Евгени Мурзин в периода от 1937 до 1957 година. Този синтезатор е базиран на технологията за фото-оптичен запис на звук. Възпроизвеждането на музика с него става чрез сканиране на плака, върху която е нарисувана схема, представляваща опростено спектрално изображение на звука на произведението. Съществува само един синтезатор ANS, който се съхранява в университета „Ломоносов“ в Москва.
Друг ранен синтезатор е RCA Mark II, създаден в общия Център за компютърна музка на Колумбийския и Принстънския унверситет в САЩ през 1957 година. Той също изисква програмиране, но във вид на перфоленти с определен формат.
През 60-те години започва разработването на синтезатори, които имат както сериозни възможности за звуков синтез, така и средства за изпълнение в реално време. Най-разпространената концепция по това време е модулният синтез, при който синтезаторът представлява набор от отделни модули за генериране и обработка на звук. Пътят на сигнала през модулите се определя чрез свързване с кабели на техните входове и изходи. Настройването на тези синтезатори за определен тембър е сложен и продължителен процес, но въпреки това по-прост от похватите, използвани при техните предшественици. Освен това те са значително по-компактни (но все пак доста големи според съвременните разбирания) и доста по-близо до представата за музикален инструмент, който може да намери място в популярната музика. Робърт Муг е човекът, сочен за създател на този вид революционни инструменти. В края на 60-те години модулните синтезатори са вече сензация в музикалните среди и наред с Moog Music се появяват и други компании, които реализират свои разработки – ARP, EMS, Buchla и др.
През 1970 г. Муг създава нов вид синтезатор без модулен дизайн и с вградена клавиатура. Аналоговите схеми остават същите, но свързването между модулите е вътрешно и възможните промени в пътя на сигнала през тях се осъществява чрез бутони и ключове. Въпреки че инструментът не е толкова гъвкав, колкото модулните синтезатори, той е доста по-лесен за употреба, значително по-малък и преносим. Първият синтезатор от този тип, Minimoog, става изключително популярен и продава над 12 хил. броя. Minimoog също така повлиява дизайна на почти всички следващи видове синтезатори.
Миниатюризацията на електронните компоненти и интегралните схеми позволяват на аналоговите синтезатори да се превърнат в лесно преносими компактни музкални инструменти, което ги прави подходящи не само за студийна работа, но и за изпълнения на живо. Скоро те се превръщат в обичайна част от инструментариума на популярни групи и изпълнители.
Интересно е да се отбележи, че в аналоговите синтезатори от първо поколение най-често е въплътена идеята да се възпроизведат тембри на вече съществуващи акустични инструменти – струнни, духови, пиано и т.н. Едва в началото на 90-те години, когато фактически аналогови синтезатори не се произвеждат, уникалността на техния звук започва да се цени самостойно, нещо повече – постепенно се издига в култ, води до създаване на множество нови стилове и оказва влияние във всички сфери на модерната музика. Реакцията на производителите са т.нар. виртуални аналогови синтезатори (Virtual Analog), които по цифров път моделират старите схеми на синтез, по същия начин позволяват контрол в реално време на всички параметри на звука и чрез новите технологии разширяват възможностите – с MIDI, увеличена полифония и т.н.

### Цифрови синтезатори
Цифровите синтезатори използват техниките на Цифрова обработка на сигнали (DSP – Digital Signal Processing), за да генерират звук. Първите експерименти в областта на цифровия синтез са извършват с помощта на компютри в рамките на различни академични изследвания.
Ранните цифрови синтезатори използват прости цифрови вериги, реализиращи адитивен синтез и честотна модулация – техники, които са твърде сложни и скъпи за изпълнение с аналогова техника. Вълново-табличния синтез и физическото моделиране стават възможни по-късно с напредването на технологията и повишаването на изчислетлната мощ на цифровите процесори. Един от най-ранните цифрови синтезатори е Synclavier. Създаден през 70-те години, този синтезатор използва FM синтез и семплиране, работи със семплираща честота от 100 kHz и съхранява системна и изпълнителска информация на магнитно-оптични дискове. Цената на инструмента по това време е над $200 000, но въпреки това се продават стотици бройки. Сред някои от най-известните изпълнители, притежавали или ползвали Synclavier, са Майкъл Джексън, Франк Запа, Хърби Хенкок, Дженезис и др.
Съвременните цифрови синтезатори работят на същите принципи като Synclavier – те създават поредица от дискретни числови стойности с определена честота (най-често 44 100 Hz). Конкретните изчисления на тези стойности са различни за различните синтезатори, дори когато методът на ситнез е един и същ. В най-общия случай цифровите осцилатори са базирани на броячи. За всяка дискретна стойност от сигнала брячът се увеличава със стъпка, която зависи от честотата на целевия звук. Този брояч се използва са извличане на стойността със съответния индекс от таблицата, която съдържа генерираната вълнова форма. От там нататък са възможни различни видове изчисленя, в зависимост от технологията на генериране на звук – от просто умножение и деление до числови методи за интеграция и диференциране. Поради сложността и големия брой на изчисленията в ранните цифорви синтезатори се е налагало много старателно оптимизиране на алгоритмите, за да може да се работи в реално време.
Основно предимство на цифровите синтезатори в сравнение с аналоговите е възможността за полифония. При аналоговата техника се налага използването на копие на цялата синтезираща електрическа верига за всеки допълнителен глас полифония. На практика за всеки глас е необходим отделен синтезатор, въпреки че в повечето ранни полифонични аналогови синтезатори този факт е прикрит зад единен контролен интерфейс. Това превръща ранните полифонични аналогови (Yamaha CS-80, Moog Polymoog, Oberheim Four-Voice) синтезатори в много скъпи, сложни е тежки инструменти. С цифровата техника, от друга страна, става изключително лесно и ефективно реализирането на многогласни и дори мултитембрални инструменти.
Взаимодействието и синхронзиацията между различни синтезатори и други електронни инструменти стават по-лесни с появата на протокола MIDI (от английски – Musical Instruments Digitial Interface) през 1983 година, който дефинира специфичен формат на обменяните съобщения, вида на свързващите кабели и конекторите. Той бързо се превръща в стандарт и става почти задължителен за съвременните електронни музикални инструменти и модули. Обичайно е компютърните звукови карти да имат MIDI интерфейс или да могат да получава и предават MIDI съобщения чрез USB порт (при по-новите платки).
Стандартът General MIDI, разработен през 1991, дефинира набор от 200 тона (включително перкусия) в строго фиксиран ред. По този начин за първи път става възможно определен номер на програма от музикалния иснтрумент да бъде с точно определен тембър, т.е. програма синтезираща пиано или китара ще е достъпна чрез един и същ номер при различни инструменти. Така се осигурява съвместивмост между различните инструменти и преносимост на информацията между тях.

### Софтуерни синтезатори
Първите софтуерни синтезатори се зараждат по времето на академичните изследвания в областта на цифровия аудио синтез в средата на миналия век, но остават без особено практическо приложение. В тези ранни програми музиката се кодира във вид на перфокарти, описващи отделни звуци или цялостен аранжимент. След преобразуване на цифровите сигнали в аналогови, крайният резултат от синтеза се записва на лента и едва тогава може да бъде чут.
Изчислителната мощ на модерните компютри позволява аудио синтез в реално време, затова софтуерните синтезатори са едни от най-популярните и достъпни синтезатори. Разнообразните техники за обработка на цифрови сигнали позволяват създаването на акуратни емулации на физически акустични инструменти или на електрнни звукови генератори. Някои от комерсиалните програми предлагат качествено моделиране на звученето на класически синтезатори от миналото, като Minimoog, ARP 2600, Prophet 5, TB-303, TR-808 и др. или качествено нови идеологии, невъзможни за реализация с аналогова техника или с цифрови процесори на сигнали. Някои приложения предлагат изключително детайлен и гъвкав подход към синтезирането на звук с цената на висока степен на сложност при употреба. Примери за последните са приложения, като Reaktor, Pure Data и Max/MSP, при които има възможност за контролиране на процеса на синтез и управление на звука на различни нива – от класическия подход на модулните синтезатори до намеса във фундаменталните операции на алгоритмите за обработка на сигналите.
Софтуерните синтезатори могат да работят както като самостоятелни приложения, така и като компоненти за включване (plugin модули) в други програми. Една от най-разпространените платформи за софтуерните синтезатори е VST, разработена от компанията Steinberg. Чрез нея се осигурява лесен и интуитивен подход на свързане и комуникация между различни синтезатори, секвенсери и ефект процесори.